# Botaničeskaja (stanice metra v Jekatěrinburgu)
Botaničeskaja (rusky Ботаническая) je konečná stanice na první lince jekatěrinburského metra. 
Stanice je pojmenována po nedaleké botanické zahradě.

## Charakteristika
Stanice je trojlodní, kdy pilíře jsou obloženy plechem a podlaha žulou. Klíčovým prvkem stanice je strop ve tvaru šestiúhelníků, které v sobě uschovávají lampy. Šestiúhelníky mají připomínat včelí plástev.
Stanice obsahuje dva vestibuly, které jsou spojeny schodištěm. Stanice obsahuje výtah a rampy a je to jedna z dvou bezbariérových stanic. Stanice také neobsahuje žádné eskalátory. 